# Waldemar Dąbrowski
Waldemar Piotr Dąbrowski, né le 23 août 1951, est un fonctionnaire et homme politique polonais. Il est ministre de la Culture entre juillet 2002 et octobre 2005.

## Biographie

### Formation et vie professionnelle
Il étudie à la faculté d'électronique de l'École polytechnique de Varsovie. Fondateur en 1973 d'un club étudiant, il est nommé en 1979 directeur adjoint du département de la Culture de Varsovie.
Il abandonne cette responsabilité au bout de deux ans. En 1982, il devient responsable de la structure Centrum Sztuki Studio. Il faisait alors la promotion des artistes du théâtre, de la musique et des arts visuels polonais.
Sous-secrétaire d'État du ministère de la Culture et des Arts entre 1990 et 1994, il est choisi pour exercer en 1998 la présidence de l'Agence pour les investissements étrangers (PAIZ). Il y renonce au bout de quelques semaines, lorsqu'il est nommé directeur du Grand Théâtre — Opéra National de Varsovie.

### Engagement politique
Le 6 juillet 2002, Waldemar Dąbrowski est nommé à 50 ans ministre de la Culture dans le gouvernement de coalition du président du Conseil des ministres social-démocrate Leszek Miller. Il est confirmé dans ses fonctions en 2004 par le social-démocrate Marek Belka.
Il est remplacé par le conservateur Kazimierz Ujazdowski le 31 octobre 2005, à la suite de la formation du cabinet minoritaire du conservateur Kazimierz Marcinkiewicz.
Renommé directeur du Grand Théâtre de Varsovie le 1er octobre 2008, il participe au comité de soutien du candidat libéral Bronisław Komorowski pour l'élection présidentielle de 2010. Il est ensuite désigné directeur de l'Institut national Frédéric-Chopin, poste qu'il occupe jusqu'en 2011.

### Vie privée
Il est marié et père d'une fille.

## Distinctions
- International Opera Award dans la catégorie « leadership » (2019)[1].